# Anticyclone d'Hawaï
Pour les articles homonymes, voir Anticyclone (homonymie).

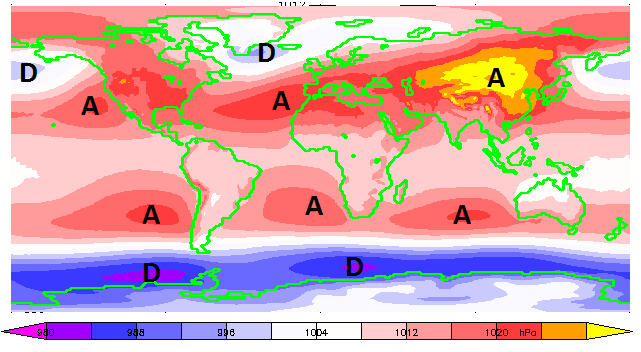
Pression moyenne au niveau de la mer autour de la Terre en décembre, janvier et février montrant les centres d'action (A et D)

L’anticyclone du Pacifique Nord, plus connu sous le nom d’anticyclone d'Hawaï, désigne une région subtropicale située dans l’océan Pacifique Nord, autour de 30° à 40°N et 140° à 150°O, où en moyenne on retrouve une large zone de haute pression atmosphérique ou anticyclone,. 
Ceci ne veut pas dire que la position et l'intensité de cet anticyclone soient permanentes, juste que l’on retrouve un anticyclone sur les cartes décrivant la moyenne mensuelle de la pression. 
Il tire son nom de l’archipel d'Hawaï qui est la seule terre dans les parages. En fait, il se déplace entre la côte ouest de l'Amérique centrale et l'archipel. Il est moins constant tant en position qu'en intensité.

## Formation

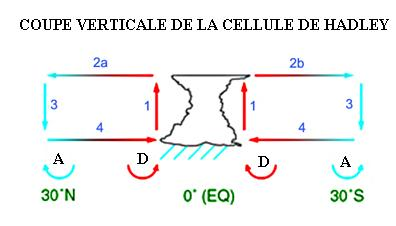
Les cellules de Hadley transportent chaleur et humidité des tropiques vers les latitudes moyennes.

Dans la région des latitudes des chevaux, soit dans la région en général entre 30 et 35 degrés de latitude nord et sud, on retrouve des anticyclones plus ou moins en permanence. C'est la partie descendante des cellules de Hadley. En effet, près de l'équateur, où la force de Coriolis est assez faible, une circulation directe de l'air s'établit. Dans les bas niveaux de l'atmosphère, la différence de température entre l'équateur et les régions plus au nord moins réchauffées donne lieu à la zone de convergence intertropicale où l'air plus chaud se soulève à cause de la convergence et de la poussée d'Archimède. Par la suite, cet air se refroidit en altitude et redescend plus au nord et au sud. Le tout selon le diagramme ci-contre.

## Effets
La position de la dépression des Aléoutiennes, en hiver, et l'anticyclone du Pacifique Nord, en été, influencent la position du courant-jet sur l'Amérique du Nord ainsi que les quantités de précipitations et de leur arrivée sur l'ouest de l’Amérique du Nord. L'intensité de ces deux entités variant selon la saison, la trajectoire des systèmes météorologiques suit ce changement. 
L'anticyclone d'Hawaï est ainsi responsable des étés secs le long de la côte californienne. Par contre, les hivers sont pluvieux sur la côte ouest de l'Amérique du Nord car il est à son plus faible et la dépression des Aléoutiennes peut le repousser plus au sud. Quand il est à son plus fort, il donne une crête persistante sur la côte pacifique, comme cela fut le cas durant les étés et hivers 2013 à 2015, causant des conditions exceptionnellement chaudes et sèches de la Colombie-Britannique au Mexique,. L'anticyclone est également responsable des alizés toute l'année sur Hawaï.